# Ippolito Borghese

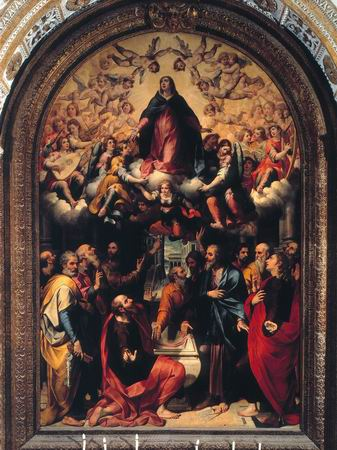
Vergine Assunta, custodita al Monte di Pietà a Napoli

Ippolito Borghese (Sigillo, 1568 – 1627-1630) è stato un pittore italiano attivo tra la fine del XVI e l'inizio del XVII secolo.

## Biografia
Ippolito Borghese nasce a Sigillo nel 1568 ma poco si conosce della sua infanzia: seguace in un primo momento della scuola raffaellesca, opera prevalentemente a Napoli dove ben presto si trasferisce: la prima opera conosciuta è datata al 1601, ossia la Vergine del Purgatorio nel santuario di Santa Maria la Grotta a Carpignano Salentino, mentre altra opera fondamentale del periodo è la Vergine Assunta, del 1603 e custodita al Monte di Pietà a Napoli; in queste due tele si nota fortemente l'influsso di Francesco Curia, con cui intratteneva contatti diretti. Muta quindi il suo stile avvicinandosi a quello manierista e marginalmente a quello caravaggesco.
Ritorna in Umbria probabilmente intorno al 1617, anno in cui è datata l'Annunciazione nella chiesa di Sant'Agostino a Sigillo ed è ancora operativo in zona nel 1620, quando esegue alcuni lavori per la cattedrale di San Lorenzo a Perugia. Dal 1621 è nuovamente al lavoro nel napoletano e nel resto del Mezzogiorno: muore tra il 1627 e il 1630.

## Opere
- Annunciazione, chiesa di San Benedetto, Manfredonia
- Annunciazione, chiesa di Sant'Agostino, Sigillo
- Assunzione, curia vescovile, Sorrento
- Caccia di sant'Eustachio, basilica di San Michele Arcangelo, Piano di Sorrento
- Crocifissione, basilica cattedrale di Santa Maria Assunta, Lucera
- Crocifissione, San Ludovico da Tolosa e San Bonaventura, chiesa di Sant'Anna, Corigliano Calabro
- Crocifisso e santi, Museo civico di Castel Nuovo, Napoli
- Deposizione, Museo nazionale di Capodimonte, Napoli
- Immacolata, chiesa di Santa Maria la Nova, Napoli
- Madonna col Bambino e santi Agostino e Giovanni di Dio, chiesa di Santa Maria dell'Orto, Castellammare di Stabia
- Madonna con il Bambino e santi Filippo, Giacomo, Francesco e Tommaso, chiesa dei Santi Filippo e Giacomo, Napoli
- Madonna del Rosario, chiesa di Maria Santissima Immacolata, Montepaone
- Polittico della Madonna di Costantinopoli, con l'Eterno Padre, angeli e santi, chiesa di Santa Maria di Costantinopoli, San Severo
- Sacra famiglia, complesso dell'Eremo dei Camaldoli, Napoli
- San Catello, chiesa di Gesù e Maria, Castellammare di Stabia
- San Francesco d'Assisi, convento dei Cappuccini, Morano Calabro
- San Leonardo, chiesa di Santo Spirito, Castelsaraceno
- Vergine Assunta, Monte di Pietà, Napoli
- Vergine Assunta con gli Apostoli e san Francesco, cattedrale di San Lorenzo, Perugia
- Vergine del Purgatorio, santuario di Santa Maria la Grotta, Carpignano Salentino
- Immacolata Concezione tra i santi Antonio da Padova, Carlo Borromeo, Matteo, Luca e l'Eterno Padre, Convento di Sant'Antonio, Lauria